# Barrowby
Barrowby is een civil parish in het bestuurlijke gebied South Kesteven, in het Engelse graafschap Lincolnshire.

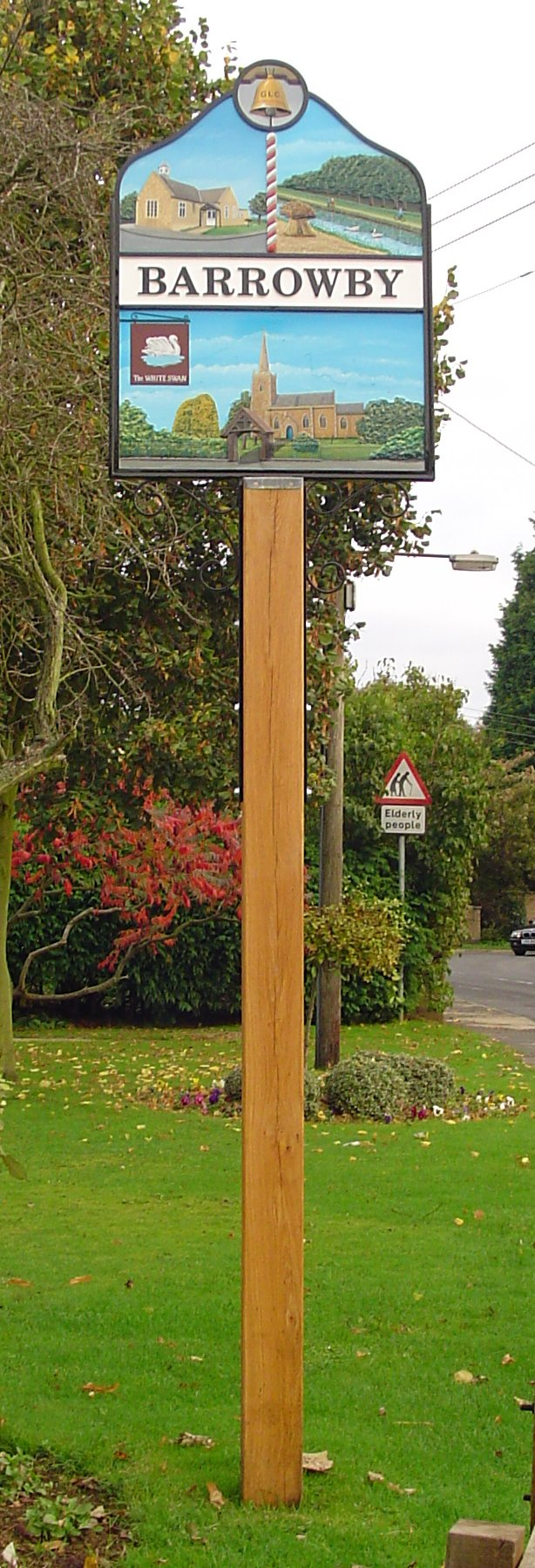
Barrowby
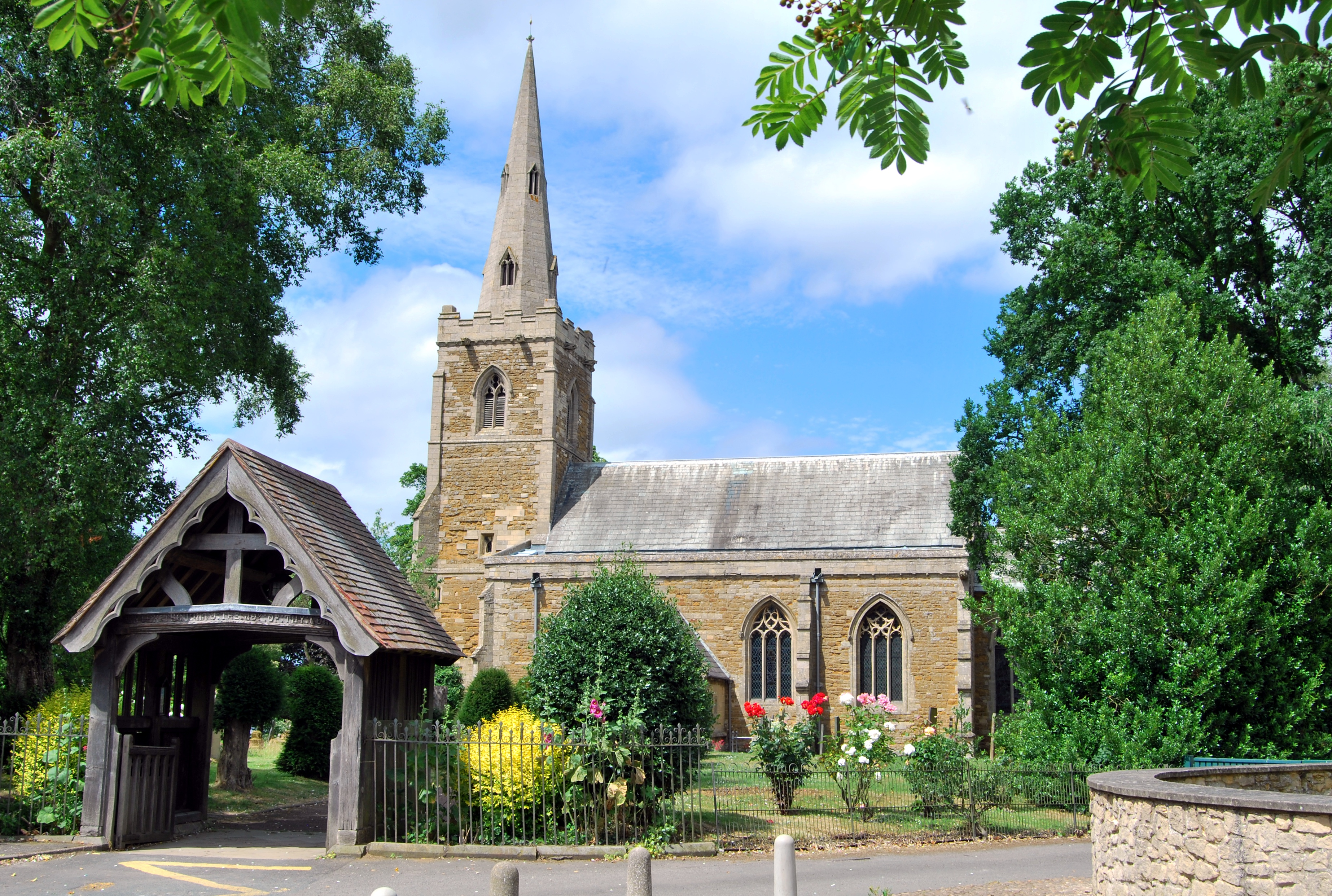
All Saints